# Tadeusz Kościuszko

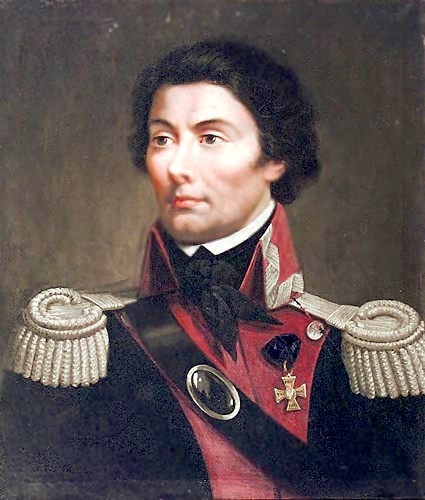
Tadeusz Kościuszko jako generálporučík polského korunního vojska v době polsko-ruské války v roce 1792

Tadeusz Kościuszko, plným jménem Andrzej Tadeusz Bonawentura Kościuszko [andřej tadeuš bonaventura koščuško], v češtině též Tadeáš Kościuszko (4. února 1746 – 15. října 1817) byl polský a americký generál, pevnostní inženýr, účastnil se americké války za nezávislost, roznítil protiruské a protipruské hnutí v rozdělovaném Polsku a byl nejvyšším vůdcem polského povstání, vyhlášeného v roce 1794 v Krakově.

## Rané období

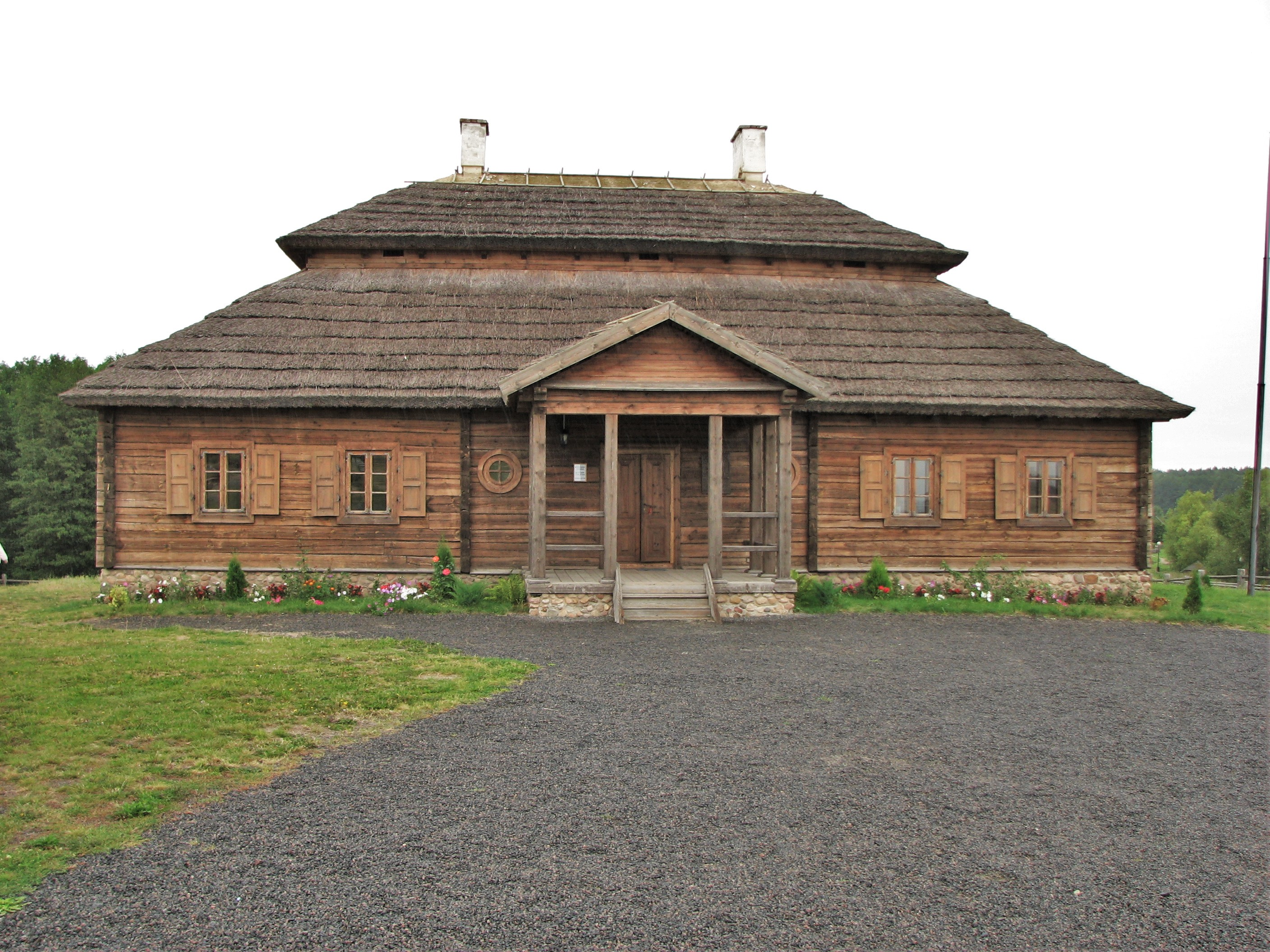
Šlechtický dům rodiny Kosciuszkových

Tadeusz Kościuszko se narodil ve vesnici Mereczowszczyzna na území Polsko-litevské unie (nyní Merečevščina v Bělorusku) v únoru 1746. Jeho rodina patřila mezi polsko-litevskou šlechtu a vlastnila malé panství s 31 poddanskými rodinami. V roce 1755 začal navštěvovat školu v Lubieszówě, ale nedokončil ji kvůli rodinným problémům. V roce 1765 vstoupil do školy pro kadety (Korpus Kadetów Szkoły Rycerskiej) ve Varšavě, kde se měli vzdělávat budoucí důstojníci polské armády. V roce 1768 dokončil studia v hodnosti kapitána. V tomtéž roce vypukla v Polsku občanská válka (povstání Barské konfederace) a Kościuszko, zřejmě i z důvodu nerozhodnosti na čí stranu se postavit, opustil Rzeczpospolitu. Na podzim roku 1769 se dostal do Paříže, kde studoval umění na Académie royale de peinture et de sculpture. Rovněž pilně navštěvoval knihovny, bral soukromé hodiny architektury, zajímal se o filozofii osvícenství a ekonomickou teorii fyziokratismu.
V roce 1774 se vrátil do své země, která dva roky předtím prošla prvním dělením mezi okolní mocnosti. Doma zjistil, že jeho rod je bez prostředků, neboť bratr Josef promrhal většinu rodinného majetku. Do armády vstoupit nemohl, protože měla silně omezený počet vojáků. Nějakou dobu pracoval jako učitel v rodině vojvody smolenského vojvodství hejtmana Józefa Sylwestera Sosnowskiho, zamiloval se do jeho dcery Ludwigy, ale otec vztahu nepřál. V roce 1775 se pokusil vstoupit do saské armády, ale bezúspěšně. Nakonec se vrátil do Paříže. Zde se doslechl o vypuknutí revoluce v Severní Americe a rozhodl se zkusit štěstí tam.

## Kościuszko v Americe

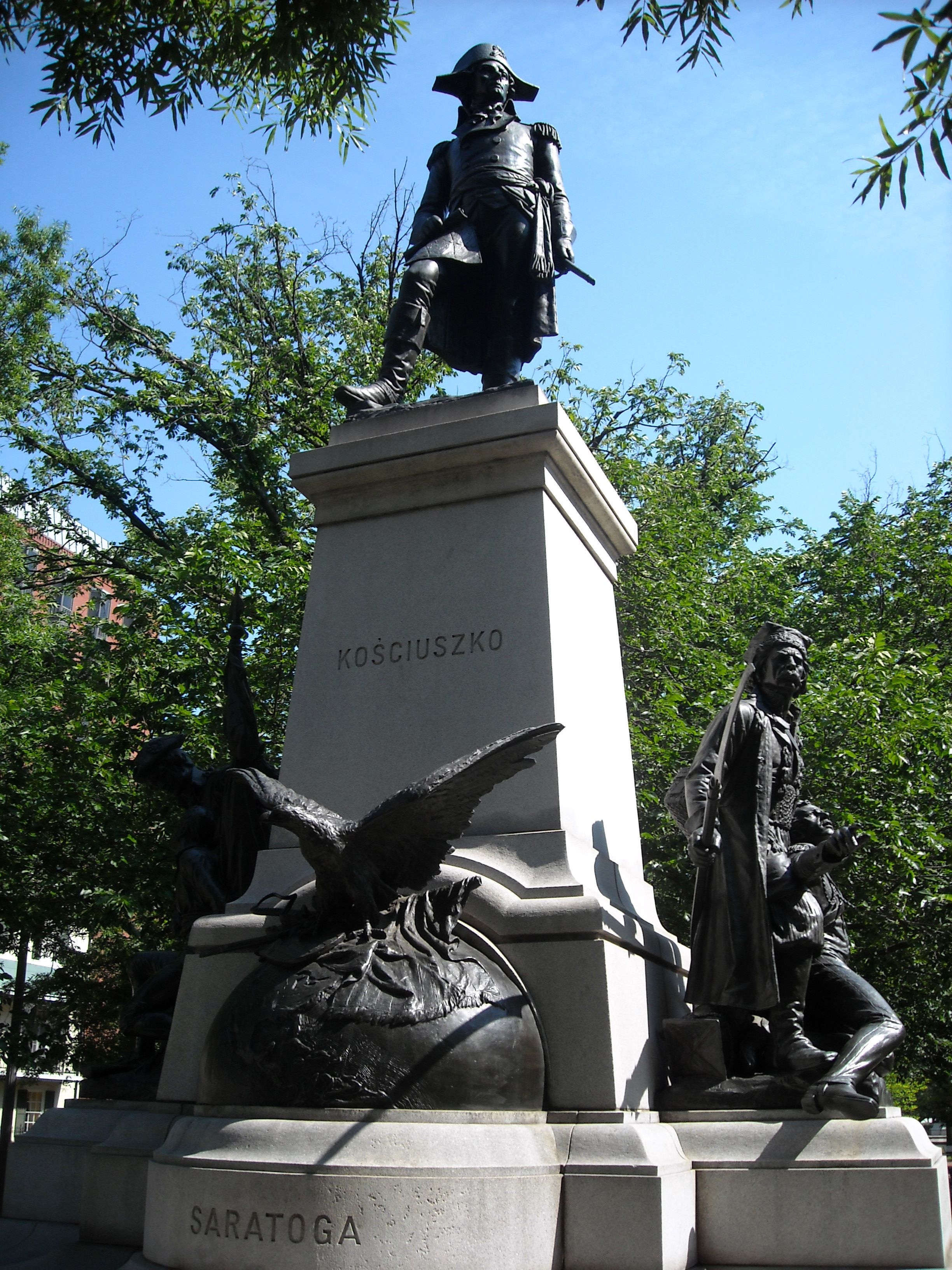
Kosciuszkova socha v Lafayette Park, Washington, D.C.

Kościuszko přijel do Ameriky v srpnu 1776, necelý měsíc po vyhlášení nezávislosti.
Zřejmě díky přímluvě generála Lee, pro kterého měl dopis od knížete Czartoryského, byl Kościuszko jmenován inženýrem americké armády. Krátce po příjezdu do Filadelfie 24. září 1776 dostal za úkol zpracovat část opevnění města (oblast u řeky Delaware).
Řadu měsíců Kościuszko fortifikoval různé vojenské tábory Kontinentální armády (mj. Pevnost Ticonderoga). Věhlas mu přinesl přínos jeho fortifikace na americkém vítězství v bitvě u Saratogy. Byla mu svěřena stavba silné pevnosti West Point u řeky Hudson. Toto rozhodnutí podpořil George Washington.
Kościuszko byl na vlastní žádost převelen k jižní armádě, kde také jeho inženýrské schopnosti pomohly k vítězstvím Američanů.
V roce 1783 Kongres USA povýšil Tadeusze Kościuszka na generála americké armády. Obdržel také zvláštní poděkování, pozemky (asi 250 ha) a značnou peněžní částku, která mu měla být vyplacena v několika ročních splátkách.

## Návrat do Polska
V srpnu 1784 se vrátil do Polska. Kościuszko sledoval události v zemi, kde sílila skupina, která se snažila v Polsku provést reformy. Takzvaný Velký Sejm nebo Čtyřletý Sejm probíhající v letech 1788-1792 se snažil tehdejší Polskou republiku napravit. Jedním z prvních přijatých usnesení bylo zvýšení počtu vojáků na 100 tisíc. Pro Kościuszka tak nastala příležitost vojenské kariéry. Dne 12. října 1789 obdržel králem podepsané jmenování generálmajorem korunních vojsk (tedy polských, nikoliv litevských). S tím též byl spojen příjem dvanáct tisíc zlotých ročně.
Snaha Poláků o posílení vlasti vyvolala neklid u Ruska a Pruska, ale i u části polské magnaterie (nejbohatší a nejvlivnější šlechty). Již v dubnu 1792 magnáti Szczęsny Potocki, Seweryn Rzewuski a Franciszek Ksawery Branicki připravili tzv. konfederaci, která rušila usnesení Ústavy 3. května. Garantem obnovení bývalých práv a privilegií šlechtického stavu měla být carevna Kateřina II. Konfederace byla vyhlášena 14. května v pohraniční obci Targowica (targowická konfederace) a o několik dní později ruská armáda na žádost targowiczanů překročila hranice Polska. V Polsku několik měsíců probíhaly přípravy na možnou intervenci, kterých se Kościuszko účastnil a za nepřítomnosti Józefa Poniatowského přebíral velení cele divize. Na začátku května 1792 bylo polské vojsko reorganizováno, velitelem korunního (polského) vojska o počtu asi 17 tisíc vojáků král jmenoval knížete Józefa Poniatowského. Velitelem jedné ze tří divizí, které tvořily korunní armádu, se stal Tadeusz Kościuszko.
Když 18. května 1792 ruská vojska v počtu asi 100 tisíc vojáků vkročila na území Rzeczpospolité, začala polsko-ruská válka. Litevská armáda (vedle korunního vojska druhá část armády Rzeczpospolité) v důsledku zrady velitele Ludvíka Wirtemberského nekladla útočníkům skoro žádný odpor. Korunní armáda (polské části republiky) neměla dost sil zadržet vojsko vstupující na Ukrajinu, jen se jí podařilo ustoupit za Bug.
Kościuszko se vyznamenal v bitvách u Vladiměře (17. července), u Zieleńců (18. června a Dubienky (18. července 1792), za což obdržel řád Virtuti Militari. Po těchto bojích bylo 1. srpna 1792 podepsáno jmenování Kościuszka generálporučíkem. Než však jmenování dorazilo do ležení korunní armády u Sieciechowa, rozšířila se zpráva o přistoupení krále k targowické konfederaci a rozkaz přerušit veškeré akce proti ruským vojskům.
Většina politických činitelů se chystala opustit zemi (zejména do Saska – Drážďan a Lipska), Kościuszko také. V srpnu mu Národní zákonodárné shromáždění revoluční Francie udělilo titul čestného občana Francie. V Lipsku Kościuszko pobyl jeden, dva týdny, pak odejel do Paříže, kde se snažil získat podporu Francie pro plánované povstání, ale konkrétní závazky neobdržel.
V lednu 1793 Prusko a Rusko podepsaly dohodu o druhém dělení Polska, který ratifikoval polský Sejm, svolaný do Grodna. Polsko se zmenšilo na přibližně 200 tisíc čtverečních kilometrů se 4 milióny obyvatel.
Po návratu z Paříže do Drážďan v červnu 1793 Kościuszko vypracoval koncepci organizace národního povstání. V podobě instrukce se dostala do země, kde měly proběhnout příslušné přípravy.
V zemi však zatím došlo k vynucenému rozhodnutí o značné redukci polského vojska a v březnu 1794 ruské úřady narazily na stopu varšavské odbojové organizace. Za této situace se Kościuszko rozhodl zahájit povstání i přesto, že dosud nebyly podle jeho instrukcí provedeny veškeré přípravy. Pravděpodobně 15. března vyrazil z Drážďan do Krakova.

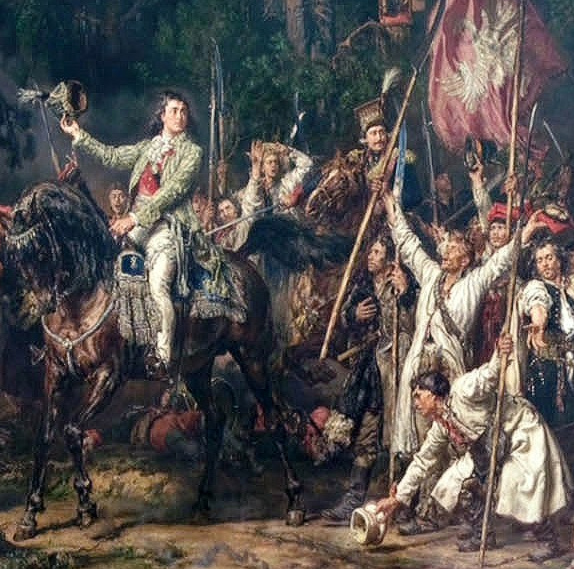
Tadeusz Kościuszko na obraze Jana Matejky

### Kościuszkovo povstání

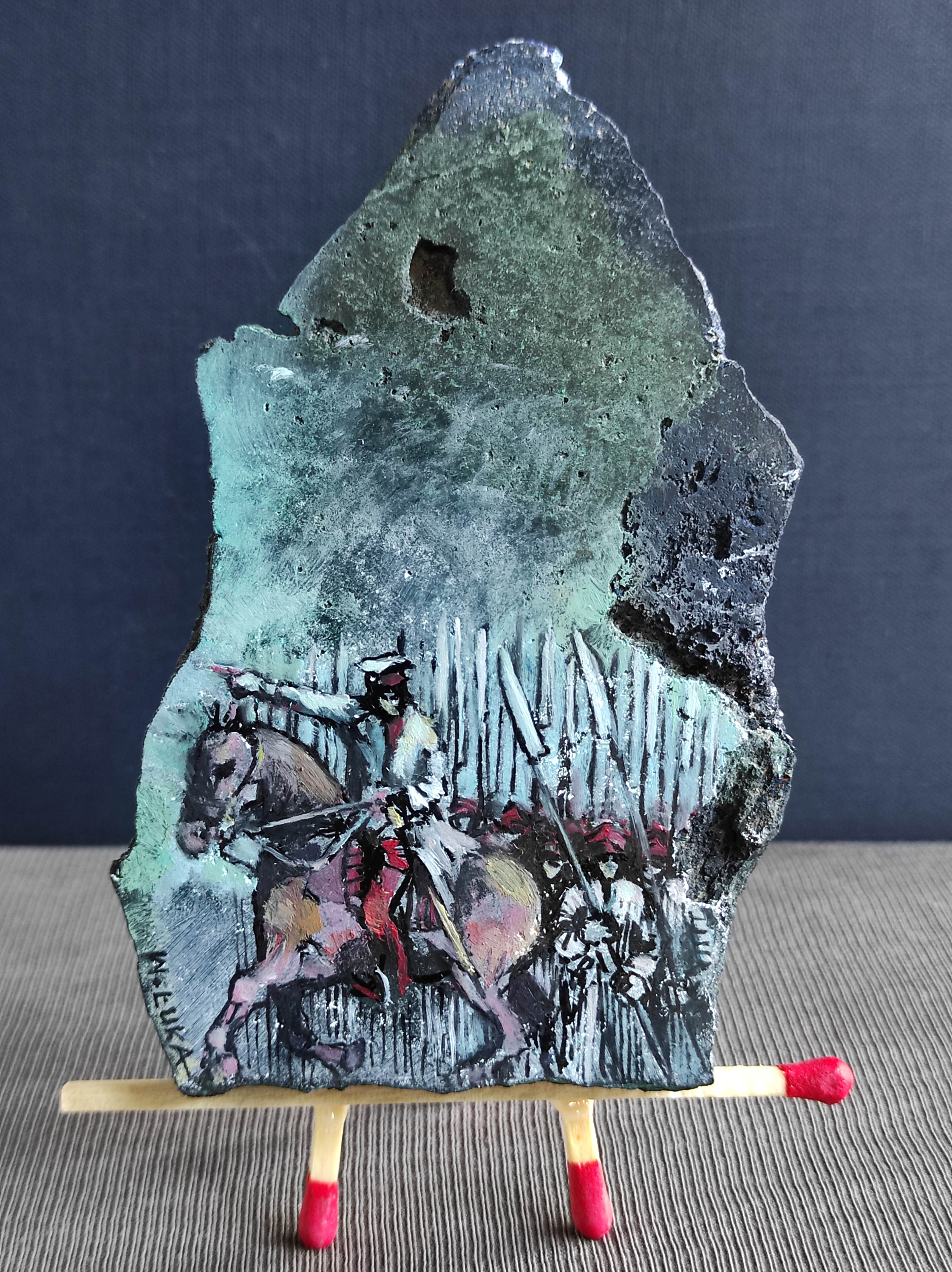
Bitva u Racławic Autor Wojciech Łuka
Povrch malachit a lapis lazuli
Rozměry 132 × 77 mm.
Muzeum miniaturního profesionálního umění Henryk Jan Dominiak.

Kościuszkovo povstání (v polštině známé jako Insurekcja kościuszkowska) vypuklo 12. března 1794 a skončilo 16. listopadu téhož roku kapitulací posledních oddílů před Alexandrem Suvorovem. Kościuszko coby vrchní velitel (Naczelnik) na náměstí v Krakově 24. března přísahal "věrnost Bohu a národu". S vojáky i selskou pěchotou 4. dubna 1794 porazil carského generála Tormasova u Raclawic. Během bojů hrál zásadní roli, a proto je tento odboj pojmenován po něm. Ne že by snad byl jednoznačně nezpochybnitelným vůdcem, který centralizovaně ovládal a řídil celý chod povstání, ale představoval jakési pojítko často i znesvářených stran a postupně i určitý symbol protiokupačních bojů. Dne 10. října v bitvě u Maciejowic byl Kościuszko zraněn a zajat Rusy. Byl uvězněn v petropavlovské pevnosti v Petrohradě.

## Definitivní emigrace

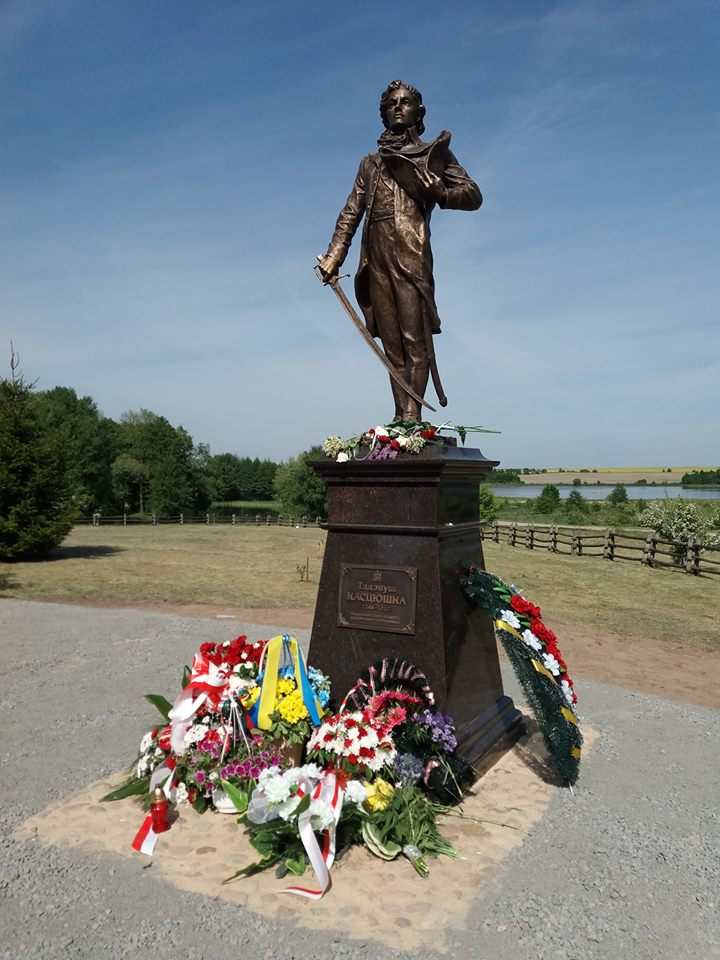
Památník Kościuszko v Mieračoŭščině, Bělorusko

V roce 1796 car Pavel I. propustil Kościuszka, který souhlasil s tím, že složí přísahu věrnosti, za což car propustil 20 000 Poláků. Kościuszko emigroval do Spojených států, odkud se však v roce 1797 vrátil do Evropy.
V letech 1798-1808 žil v Bréville u Paříže a podílel se na vytváření polských legií v Itálii. Na podzim 1799 se setkal s Napoleonem. Kościuszko byl proti spojování polské otázky s Napoleonem, kterému nedůvěřoval.
V roce 1799 se podílel na založení Společnosti polských republikánů. Bylo mu připisováno autorství v roce 1800 vydané brožury Czy Polacy mogą wybić się na niepodległość? (Mohou se Poláci zmoci na nezávislost?), jejímž autorem byl polský jakobín Józef Pawlikowski. V roce 1808 publikoval knihu Obroty artylerii konnej (Manévry jízdní artilerie). Pravděpodobně v roce 1808 odcestoval do Solothurnu ve Švýcarsku za Franciszkem Zeltnerem a usadil se v domě na ulici Gurzelngasse 12, kde prožil i poslední roky svého života. Od roku 1936 se zde nachází Kościuszkovo muzeum.
Car Alexandr I. Pavlovič několikrát sliboval obnovení Polska. Po Napoleonově abdikaci Kościuszko napsal ruskému carovi Alexandrovi, aby se prohlásil ústavním králem celého Polska a aby do deseti let zrušil robotu. V roce 1815 car Alexandr I. Pavlovič chtěl získat Kościuszkův souhlas s vytvořením tzv. Polského království (Kongresovky) a pozval Kościuszka do Vídně. Když Kościuszko zjistil, že plánované Polské království má být menší než Varšavské knížectví, tak prohlásil, že to "je výsměch" a opustil Vídeň.. Vrátil se do Švýcarska, kde v říjnu r. 1817, zemřel.

## Dědictví

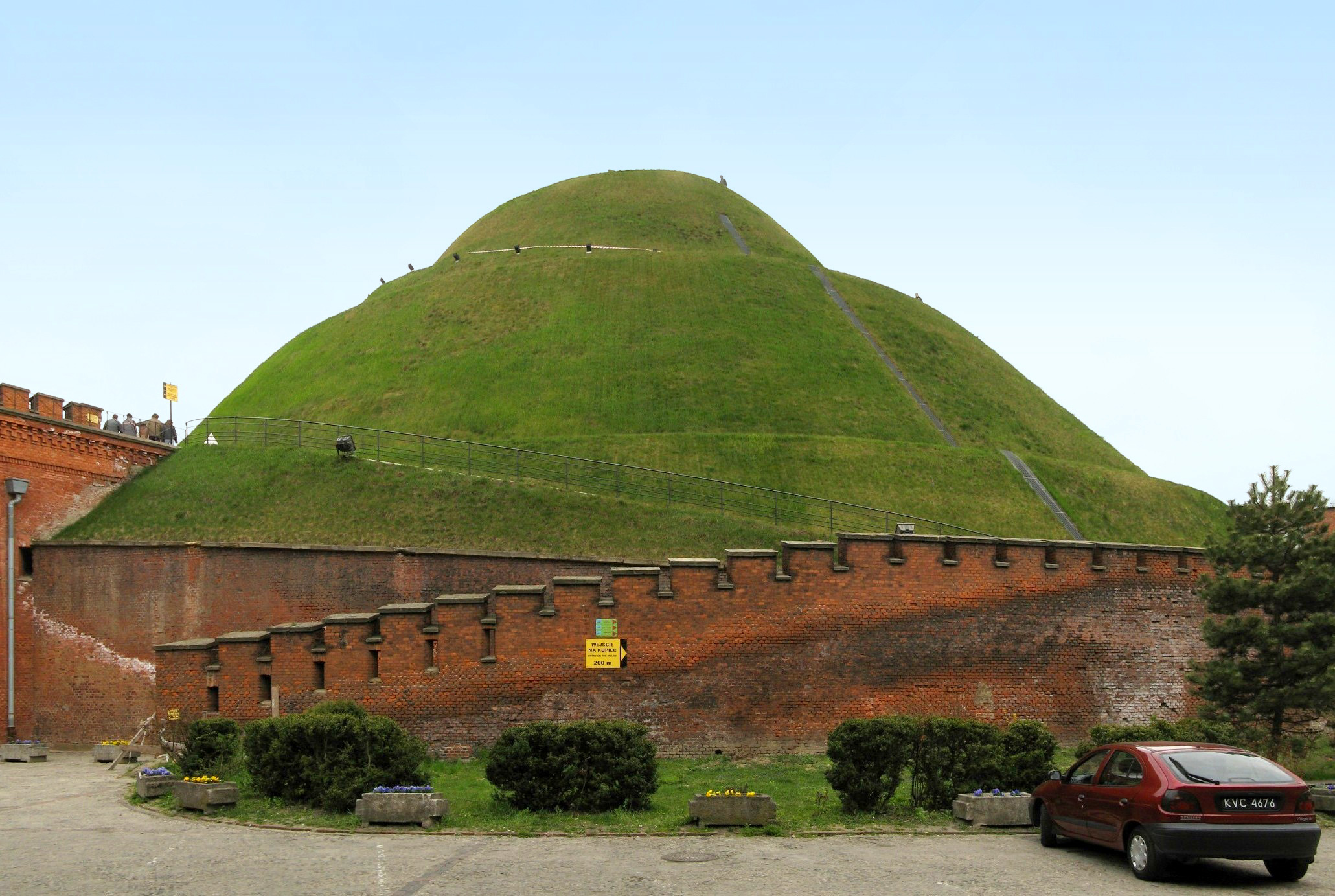
Kościuszkova mohyla v Krakově

V roce 1818 byly ostatky Tadeusze Kościuszka převezeny do Polska a pochovány v kryptě wawelské katedrály. Srdce vojevůdce je uloženo v urně v královském zámku ve Varšavě. Na jeho paměť byla také v Krakově navršena Kościuszkova mohyla. Každého roku je dne 15.10., na vzpomínku jeho úmrtí, vstup do Mohyly a Muzea zdarma.
Ve státě Indiana v USA je po něm pojmenován okres Kosciusko County a ve státě Mississippi městečko Kosciusko. Na paměť Tadeusze Kościuszka pojmenoval cestovatel Paweł Edmund Strzelecki jím objevenou nejvyšší horu Austrálie Mount Kosciuszko a když Polská vlajková aerolinka LOT převzala v roce 1983 stroj Il-62M registrovaný jako SP-LBG pojmenovala ho Tadeusz Kościuszko. V roce 1987 se stroj zřítil nedaleko Varšavy jako let LOT 5055 .
Polské námořnictvo po něm pojmenovalo ex-americkou fregatu třídy Oliver Hazard Perry. Původně USS Wadsworth (FFG-9) byla přejmenována na ORP Generał Tadeusz Kościuszko (273).